# Canottaggio ai XIX Giochi panamericani
Le gare di canottaggio ai XIX Giochi panamericani si sono svolte dal 21 al 25 ottobre 2023 presso la Laguna Grande a San Pedro de la Paz, in Cile.
Erano previste quindici gare, sette maschili, sette femminili e una mista. Gli eventi del quattro senza pesi leggeri maschile e del singolo pesi leggeri femminile sono stati eliminati dal programma, mentre sono stati aggiunti altri due eventi femminili, il quattro senza e l'otto, ed è stato aggiunto l'otto misto. 

## Risultati

### Uomini
| Evento                     | Oro | Argento | Bronzo |
| Singolo                    | Lucas Verthein | James Plihal | Juan José Flores |
| Due di coppia              | Uruguay Newton Seawright Martín Zócalo                                                                                                | Cuba Reidy Cardona Carlos Ajete                                                                                                  | Stati Uniti Mark Couwenhoven Casey Fuller                                                                                   |
| Due senza                  | Stati Uniti Alexander Hedge Ezra Carlson                                                                                              | Uruguay Esteban Sosa Leandro Rodas                                                                                               | Messico Hugo Reyes Jordy Gutiérrez                                                                                          |
| Due di coppia pesi leggeri | Messico Miguel Ángel Carballo Alexis López                                                                                            | Cile César Abaroa Eber Sanhueza                                                                                                  | Argentina Alejandro Colomino Pedro Dickson                                                                                  |
| Quattro di coppia          | Uruguay Bruno Cetraro Marcos Sarraute Felipe Klüver Leandro Salvagno                                                                  | Cile Francisco Lapostol Brahim Alvayay Óscar Vásquez Andoni Habash                                                               | Messico Ricardo de la Rosa Tomás Manzanillo André Simsch Rafael Mejía                                                       |
| Quattro senza              | Cile Alfredo Abraham Ignacio Abraham Nahuel Reyes Marcelo Poo                                                                         | Cuba Andrey Barnet Leduar Suárez Carlos Ajete Reidy Cardona                                                                      | Uruguay Martín Zócalo Marcos Sarraute Newton Seawright Leandro Salvagno                                                     |
| Otto                       | Cuba Roberto Paz Luis León Henry Heredia Francisco Romero Andrey Barnet Leduar Suárez Carlos Ajete Reidy Cardona Juan Carlos González | Uruguay Bruno Cetraro Felipe Klüver Leandro Rodas Mauricio Lopez Marcos Sarraute Newton Seawright Leandro Salvagno Martín Zócalo | Cile Oscar Vásquez Marcelo Poo Brahim Alvayay Francisco Lapostol Alfredo Abraham Ignacio Abraham Nahuel Reyes Andoni Habash |

### Donne
| Evento                     | Oro | Argento | Bronzo |
| Singolo                    | Kenia Lechuga | Beatriz Tavares | Nicole Martínez |
| Due di coppia              | Stati Uniti Veronica Nicacio Madeleine Focht                                                                                     | Cile Melita Abraham Antonia Abraham | Canada Alizée Brien Shaye de Paiva |
| Due senza                  | Stati Uniti Hannah Paynter Isabela Darvin                                                                                        | Canada Olivia McMurray Abby Dent | Paraguay Nicole Martínez Alejandra Alonso |
| Due di coppia pesi leggeri | Cile Antonia Liewald Isidora Niemeyer                                                                                            | Stati Uniti Mary Wilson Elizabeth Martin | Argentina Sonia Baluzzo Evelyn Silvestro |
| Quattro di coppia          | Stati Uniti Grace Joyce Veronica Nicacio Madeleine Focht Katherine Horvat                                                        | Cile Cristina Hostetter Victoria Hostetter Melita Abraham Antonia Abraham                                                                                   | Canada Kendra Hartley Parker Illingworth Alizée Brien Shaye de Paiva                                                                                    |
| Quattro senza              | Cile Melita Abraham Antonia Abraham Victoria Hostetter Magdalena Nannig                                                          | Stati Uniti Hannah Paynter Isabela Darvin Cristina Pretto Lauren Miller                                                                                     | Messico María García Devanih Plata Maite Arrillaga Mildred Mercado                                                                                      |
| Otto                       | Canada Leia Till Abby Dent Alizée Brien Abby Speirs Kendra Hartley Olivia McMurray Parker Illingworth Shaye de Paiva Kristen Kit | Stati Uniti Grace Joyce Veronica Nicacio Madeleine Focht Katherine Horvat Hannah Paynter Isabela Darvin Cristina Pretto Lauren Miller Colette Lucas-Conwell | Cile Melita Abraham Antonia Abraham Isidora Niemeyer Antonia Pichott Antonia Liewald Victoria Hostetter Cristina Hostetter Magdalena Nannig Isis Correa |

### Misto
| Evento | Oro | Argento | Bronzo |
| Otto   | Stati Uniti Isabela Darvin Ezra Carlson Alexander Hedge James Philal Mark Couwenhoven Lauren Miller Hannah Paynter Cristina Pretto Colette Lucas-Conwell | Cile Antonia Abraham Melita Abraham Alfredo Abraham Ignacio Abraham Óscar Vásquez Francisco Lapostol Magdalena Nannig Victoria Hostetter Isidora Soto | Cuba Ana Laura Jiménez Milena Venega Andrey Barnet Leduar Suárez Natalie Morales Yariulvis Cobas Carlos Ajete Reidy Cardona Juan Carlos González |

## Medagliere
| Posizione | Nazione     | Oro | Argento | Bronzo | Totale |
| --------- | ----------- | --- | ------- | ------ | ------ |
| 1         | Stati Uniti | 5   | 4       | 1      | 10     |
| 2         | Cile        | 3   | 5       | 2      | 10     |
| 3         | Uruguay     | 2   | 2       | 1      | 5      |
| 4         | Messico     | 2   | 0       | 4      | 6      |
| 5         | Cuba        | 1   | 2       | 1      | 4      |
| 6         | Canada      | 1   | 1       | 2      | 4      |
| 7         | Brasile     | 1   | 1       | 0      | 2      |
| 8         | Argentina   | 0   | 0       | 2      | 2      |
| 8         | Paraguay    | 0   | 0       | 2      | 2      |
| Totale    | Totale      | 15  | 15      | 15     | 45     |